# Sjah

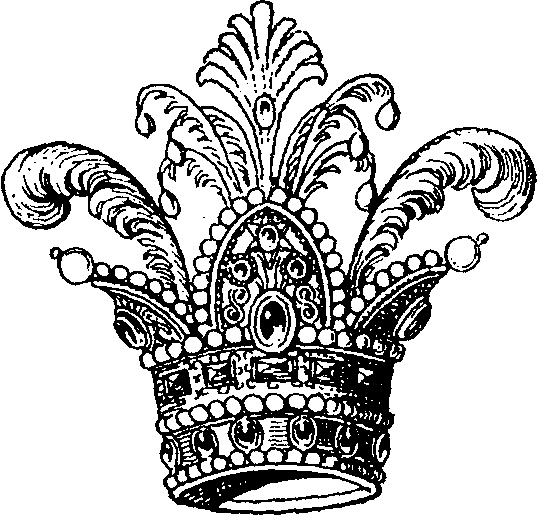
Perzische kroon

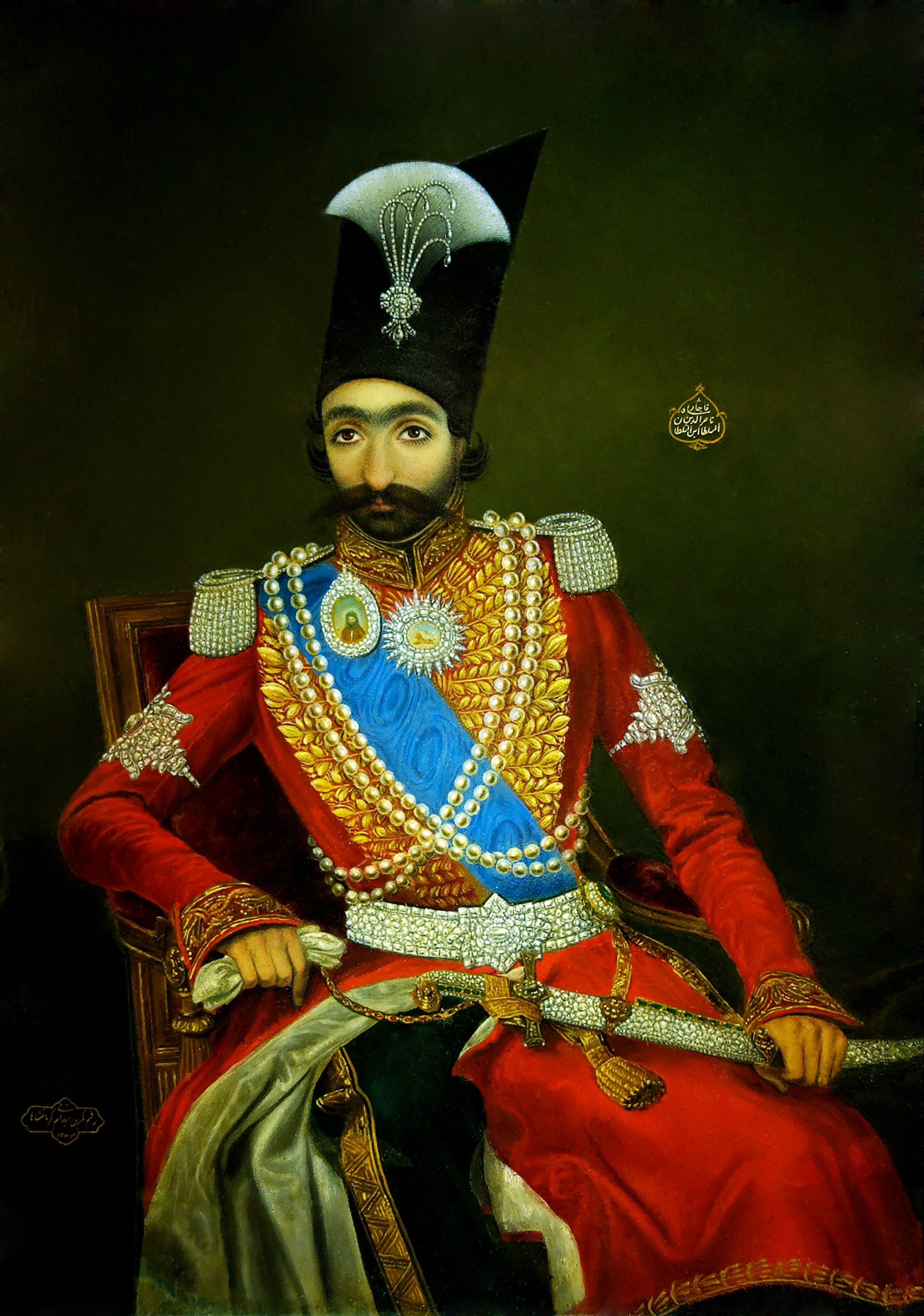
Naser ed-Din Kadjar was sjah van Perzië vanaf het Revolutiejaar 1848 tot zijn gewelddadige dood in 1896

Sjah (شاه) is een Perzisch woord dat koning betekent. Het woord is een verbastering van het Oudperzische 'xšāyaθiya', iemand die een 'xšaça(p)' (Grieks: σατράπης) of domein regeert en dus koning is. Al in het Achaemenidische Rijk was de eretitel van de sjah "koning der koningen", of "Sjahansjah" (in het Oudperzisch: "Xšāyathiya Xšāyathiyānām").
Het woord is te herkennen in het Nederlandse woord schaak, van het schaakspel, dat naar de koning is genoemd. 
Het woord sjah komt veel in Perzische namen voor:
- Sjahkam (de wens van de koning)
- Sjahram
- Sjahriar (koning/regent)
- Sjahrokh (het gezicht van de koning)
- Sjahyar (de vriend van de koning)
- Sjahnaz (meisjesnaam, betekent: geliefde/favoriet van de koning)

In de geschiedenis heeft Perzië/Iran tientallen sjahs gekend. Mohammad Reza Pahlavi was de laatst regerende sjah, tot de Iraanse Revolutie hem in 1979 verdreef en Iran een islamitische republiek werd.